# Musée de la Vie romantique

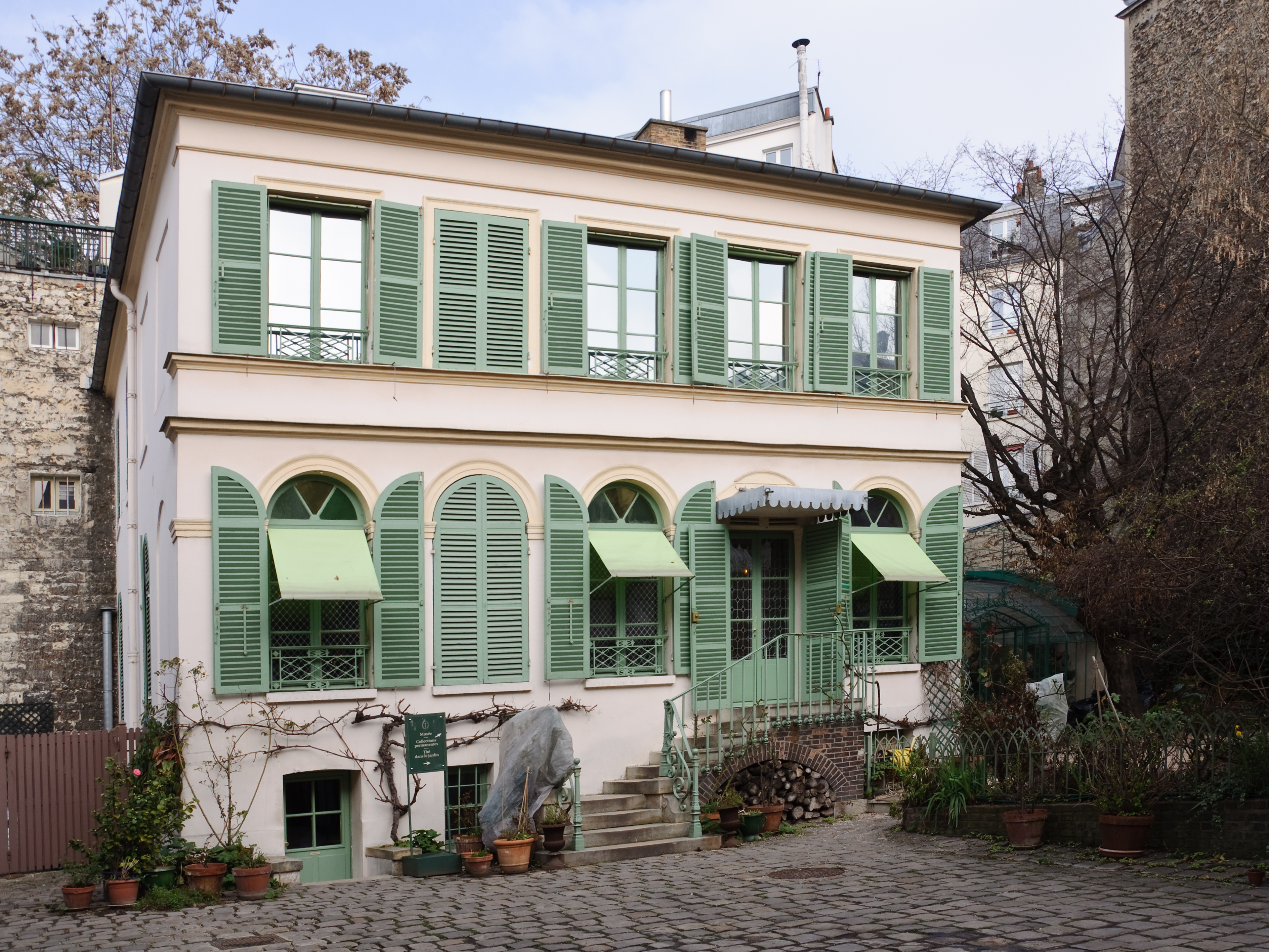
Musée de la Vie romantique

Musée de la Vie romantique (Bảo tàng cuộc sống lãng mạn) nằm ở 16 phố Chaptal, Quận 9 thành phố Paris. Được thành lập năm 1987, Musée de la Vie romantique thuộc sự quản lý của chính quyền Paris, trưng bày các hiện vật về nhà văn George Sand và tác phẩm của họa sĩ Ary Scheffer. Ngôi nhà vốn được Scheffer cho xây dựng năm 1830, đã từng đón tiếp nhiều nghệ sĩ nổi tiếng khác như Frédéric Chopin, Eugène Delacroix và George Sand.
Năm 2007, Musée de la Vie romantique đón 62.000 lượt khách thăm.